# Ophidiotrichus tectus
Ophidiotrichus tectus är en kvalsterart som först beskrevs av Michael 1884.  Ophidiotrichus tectus ingår i släktet Ophidiotrichus och familjen Oribatellidae. Inga underarter finns listade i Catalogue of Life.